# Eriocaulon rouxianum
Eriocaulon rouxianum är en gräsväxtart som beskrevs av Ernst Gottlieb von Steudel. Eriocaulon rouxianum ingår i släktet Eriocaulon och familjen Eriocaulaceae. IUCN kategoriserar arten globalt som akut hotad. Inga underarter finns listade i Catalogue of Life.